# The Cut (serie televisiva)
The Cut è un serial televisivo britannico per adolescenti del 2009, andato in onda su BBC Two dal 19 settembre 2009 al 18 dicembre 2010, per un totale di tre stagioni. La prima stagione è andata in onda da settembre a dicembre 2009, la seconda da aprile ad agosto 2010 e la terza da ottobre a dicembre 2010.
In Italia la serie è trasmessa su La3 dal 4 giugno 2013, sottotitolata.

## Trama

### Prima stagione
La morte di un estraneo getta nuova luce sul misterioso passato del diciottenne Jay, che si reca a Londra, dove incontra i Mackinnon e i Loxley, due famiglie in cattivi rapporti da generazioni.

### Seconda stagione
È un nuovo capitolo a Deaconsfield e un'opportunità per nuovi inizi per volti vecchi e nuovi.  Ma Olive è davvero pronta a voltare pagina rispetto a Stephen?  Marla è davvero finita con Jay?  E cosa sta combinando esattamente Amy Mackinnion?

### Terza stagione
Iniziamo con alcuni dolorosi addii e alcuni nuovi saluti, cosa c'è in serbo per The Cut ora che Olive se n'è andata?

## Puntate
| Stagione         | Puntate | Prima TV UK | Prima TV Italia |
| ---------------- | ------- | ----------- | --------------- |
| Prima stagione   | 15      | 2009        | 2013            |
| Seconda stagione | 13      | 2010        | 2013            |
| Terza stagione   | 12      | 2010        | 2013            |